# Aglaoschema ruficeps
Aglaoschema ruficeps là một loài bọ cánh cứng trong họ Cerambycidae.